# Ржаничино
Ржаничино (мкд. Ржаничино) је насеље у Северној Македонији, у северном делу државе. Ржаничино припада општини Петровец, која окупља источна предграђа Града Скопља.

## Географија
Ржаничино је смештено у северном делу Северне Македоније. Од најближег већег града, Скопља, насеље је удаљено 25 km источно.
Насеље Ржаничино је у оквиру историјске области Блатија, која се обухвата источни део Скопског поља. Насеље је смештено у пољу. Пар километара јужније протиче Вардар. Источно од насеља издиже се брежуљкаст крај Которци. Надморска висина насеља је приближно 230 метара.
Месна клима је измењена континентална са мањим утицајем Егејског мора (жарка лета).

## Становништво
Ржаничино је према последњем попису из 2021. године имало 1.043 становника.
Већинска вероисповест је православље, а мањинска је ислам.
| Национални састав према попису из 2021.‍ | Национални састав према попису из 2021.‍ | Национални састав према попису из 2021.‍ | Национални састав према попису из 2021.‍ | Национални састав према попису из 2021.‍ |
| --------------------------------------- | --------------------------------------- | --------------------------------------- | --------------------------------------- | --------------------------------------- |
|                                         |                                         |                                         |                                         |                                         |
| Македонци                               | Македонци                               |                                         | 687                                     | 65,9%                                   |
| Бошњаци                                 | Бошњаци                                 |                                         | 226                                     | 21,7%                                   |
| Албанци                                 | Албанци                                 |                                         | 42                                      | 4%                                      |